# Susan Flannery
Susan Flannery (Jersey City, 31 de julho de 1939) é uma atriz e diretora estadunidense conhecida por seus papéis nos dramas The Bold and the Beautiful e Days of our Lives.